# Rancho Alegre (Teksas)
Rancho Alegre je naseljeno mjesto za statističke potrebe u američkoj saveznoj državi Teksas. Prema popisu stanovništva iz 2010. u njemu je živjelo 1.704 stanovnika.